# Center for Applied Transgender Studies
O Center for Applied Transgender Studies (CATS) é uma organização de pesquisa independente sem fins lucrativos fundada em 2021 em Chicago, Illinois. A organização trabalha para promover a pesquisa acadêmica empírica sobre questões de relevância para as populações transgênero em todo o mundo e mobiliza o conhecimento acadêmico para se envolver tanto na defesa de políticas quanto na educação pública. Juntamente com as Northwestern University Library, a CATS publica o periódico acadêmico de acesso aberto e revisado por pares, Bulletin of Applied Transgender Studies.
Dentro do movimento transgênero, a CATS é mais conhecida por combater a desinformação generalizada sobre a saúde e a política transgênero. No meio académico, a organização é mais conhecida pelo seu desenvolvimento e avanço dos estudos transgénero aplicados como uma área-chave da investigação académica.

## História
O Center for Applied Transgender Studies (CATS) foi fundado em 29 de janeiro de 2021 pelos pesquisadores acadêmicos e ativistas dos direitos transgêneros TJ Billard, Avery Everhart e Erique Zhang. Os três fundadores formaram o conselho de administração inicial da organização, com Billard atuando como o primeiro diretor executivo da organização. V Varun Chaudhry e Ryan Karnoski juntaram-se mais tarde ao conselho como representantes gerais. A organização foi lançada publicamente em 31 de março de 2021, em comemoração ao Dia Internacional da Visibilidade Transgênero.
O CATS foi lançado como uma organização de associação fechada cujos membros são chamados de Fellows. Os membros ingressam na organização em uma de duas categorias diferentes: Membro Sênior (o que significa que o membro possui um ou mais graus terminais) ou Membro Júnior (o que significa que o membro está matriculado em um programa de busca de grau terminal). Na altura do lançamento da organização, a CATS era constituída por 30 membros, 20 dos quais eram membros seniores (Senior Fellows) e 10 membros juniores (Junior Fellows). Esta coorte de bolseiros incluía académicos que trabalhavam em cinco países e numa variedade de instituições de investigação, incluindo a Google, a Universidade Johns Hopkins, a NASA, a Universidade de Nova Iorque, a Universidade Northwestern, a Universidade de Princeton, a Universidade da Califórnia, Berkeley, a Universidade de Michigan, a Universidade da Carolina do Norte em Chapel Hill, a Universidade da Pensilvânia, a Universidade do Sul da Califórnia e a Universidade de Washington. Em julho de 2021, a CATS abriu inscrições competitivas para novos membros, que foram avaliados e nomeados pelo conselho de administração da organização. Em dezembro de 2021, a organização anunciou que 10 dos quase 200 candidatos foram selecionados para ingressar no CATS como Fellows, com quatro novos Senior Fellows e seis novos Junior Fellows ingressando. Esses bolsistas incluíam acadêmicos da Universidade de Stanford, da Universidade da Califórnia, em Los Angeles, e de Universidade de Yale. A CATS prioriza o princípio “por pessoas trans... para pessoas trans” e, portanto, todos os Fellows da organização são transgêneros.

## Bulletin of Applied Transgender Studies
Em 2 de agosto de 2021, a CATS anunciou o lançamento de sua publicação principal, o Bulletin of Applied Transgender Studies. O periódico é publicado pelas Bibliotecas da Universidade Northwestern em nome da organização. O Bulletin é o primeiro periódico de acesso aberto dedicado aos estudos transgênero e o primeiro periódico dedicado à pesquisa empírica sobre questões sociais, culturais e políticas transgênero. Em contraste, o Transgender Studies Quarterly (publicado pela Duke University Press) concentra-se na investigação humanística, enquanto o Transgender Health (publicado por Mary Ann Liebert) e o International Journal of Transgender Health (publicado pela Taylor &amp; Francis) concentram-se na investigação em saúde, e todas as três revistas são pagas.
O Bulletin é liderado pelo editor fundador e diretor executivo da CATS, Thomas J Billard, e por um conselho editorial interdisciplinar composto por acadêmicos de oito países em quatro continentes. Todos os membros do conselho editorial da revista são transgêneros, tornando-a a primeira revista acadêmica a ter um conselho editorial totalmente trans. Membros notáveis do conselho incluem Alejandra Caraballo, a segunda mulher trans negra a lecionar na Faculdade de Direito de Harvard, o primeiro membro assumidamente trans do conselho da comunidade no Brooklyn e ex-advogada do Transgender Legal Defense &amp; Education Fund, e Paisley Currah, coeditora fundadora do Transgender Studies Quarterly e membro fundador do conselho do Transgender Law and Policy Institute.
A edição dupla inaugural do Bulletin foi publicada em 13 de junho de 2022, apresentando pesquisas de acadêmicos de diversas disciplinas acadêmicas.